# Trần Tuấn Khải
Trần Tuấn Khải (chữ Hán: 陳峻塏; 4 tháng 11 năm 1895 – 7 tháng 3 năm 1983) là một nhà thơ Việt Nam, nổi danh từ thời tiền chiến. Các bút danh của ông là: Á Nam (亞南, thường dùng), Đông Minh, Đông Á Thị, Tiểu Hoa Nhân, Lâm Tuyền Khách, Giang Hồ Khách, Lôi Hoàng Cư Sĩ.

## Tiểu sử
Trần Tuấn Khải là người làng Quang Xán, xã Mỹ Hà, huyện Mỹ Lộc, tỉnh Nam Định, xuất thân là nhà nho nghèo, có truyền thống yêu nước. 
Cha ông là Trần Khải Thụy, đỗ cử nhân khoa thi Hương tại Nam Định năm Canh Tý (1900). Năm lên 6 tuổi, ông bắt đầu học chữ Hán với cha. Nhờ mẹ ông cũng là người thuộc nhiều ca dao, thi phú, lại hết lòng dạy dỗ con, vì vậy mới 12 tuổi, ông đã biết làm đủ các thể thơ bằng chữ Hán.
Năm Giáp Dần (1914), cha ông lâm bệnh mất tại nơi nhiệm sở. Khi ấy, Trần Tuấn Khải vừa đúng 19 tuổi và cũng vừa lấy vợ được một năm. Qua năm 1919, ông trở lại làng Quang Xán dạy học, được ít tháng ông lại xuôi ngược khắp miền Bắc, rồi đưa vợ ra Hà Nội. Nhưng ít lâu sau, thấy chồng ghét cảnh náo nhiệt, bà Khải bán nhà đến mua một trang trại ở ấp Thái Hà, ven đô Hà Nội.
Năm 1921, ông xuất bản tập thơ thứ nhất Duyên nợ phù sinh I, được giới văn chương đương thời chú ý. Năm sau, ông được mời vào Ban biên tập nhật báo Khai Hóa tại Hà Nội và nhận lời viết giúp cho nhiều báo khác. Đến khi ông cho xuất bản Bút quan hoài I, gồm nhiều bài bi tráng, được nhiều người hoan nghênh, thì Pháp ra lệnh cấm lưu hành và tàng trữ tập thơ đó (1927).
Mấy lần, Trần Tuấn Khải định xuất dương mà không thành: 1915-1916: dự định qua Đông Hưng (Trung Quốc), 1927: dự tính sang Pháp. Nhà cầm quyền Pháp dò la biết ông có ý định trên, đồng thời có liên hệ đến các nhà cách mạng, như Phan Bội Châu, Huỳnh Thúc Kháng ở Huế và những nhà hoạt động lưu vong như Đào Trinh Nhất, Hoàng Tích Chu, Trần Huy Liệu, Nguyễn Tường Tam ở Sài Gòn...nên cho người lùng bắt ông. Nhờ có người báo tin, ông lẻn ra ẩn trốn ở động Huyền Không trong dãy Ngũ Hành Sơn (Quảng Nam).

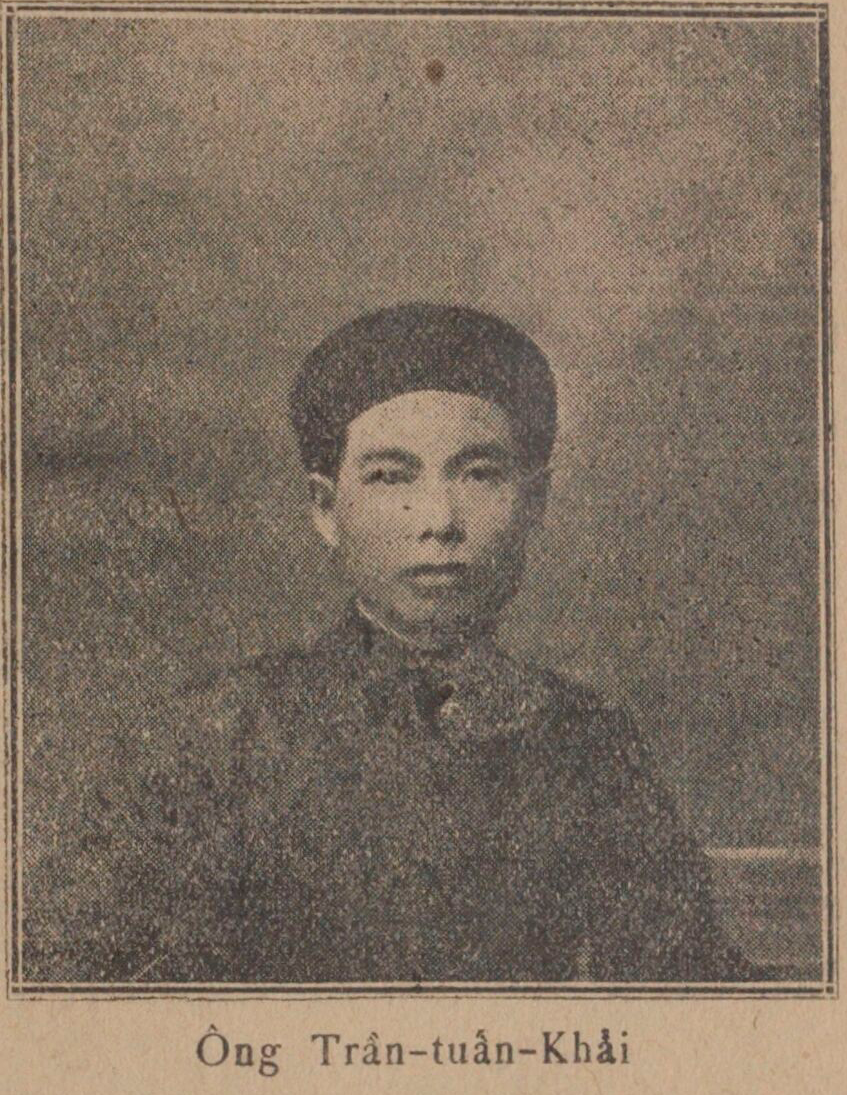
Trần Tuấn Khải năm 1933

Năm 1932, tác phẩm Chơi xuân năm Nhâm Thân được xuất bản, nhưng ngay sau đó bị Pháp ra lệnh tịch thu, khám nhà rồi bắt giam Trần Tuấn Khải và chủ nhà sách Nam Ký. Ông bị giam hơn 2 tháng rồi bị tuyên án 2 tháng tù treo về tội viết sách "phá rối trị an, xúi dân nổi loạn". Trong nhà giam Hỏa Lò, Trần Tuấn Khải gặp được Nghiêm Toản và nhiều nhà trí thức có tâm huyết khác .
Ra tù, vợ chết, con nhỏ chết. Chôn cất vợ con xong, ông trở về Thái Hà, lại bắt đầu viết bài cho các báo. Năm 1938, ông cưới người vợ thứ họ Nguyễn. Ông có 4 người con với người vợ đầu, ba trai và một gái là Nữ sĩ Tuệ Mai. Ông có được sáu cô con gái và hai người con trai với bà Thiên Lý. 6 người con gái của ông gồm có nhà thơ Lan Hinh (Trần Thị Lan), nhà thơ Mai Hồng Khương (Trần Thị Mai Hương), Trần Thị Ngọc Bảo, Trần Thị Ngọc Dung, Trần Thị Ngọc Khanh và Trần Thị Băng Thanh, con trai là Trần Quốc Tuyền và Trần Quốc Lăng.
Năm 1947, ông đem theo con tản cư đến Nho Quan, nhưng đến năm 1954 thì di cư vào Nam, làm việc tại Thư viện Quốc gia, Viện Khảo cổ, chuyên viên Hán học tại Nha văn hóa và các báo Đuốc Nhà Nam, Văn hóa nguyệt san, Tin văn...

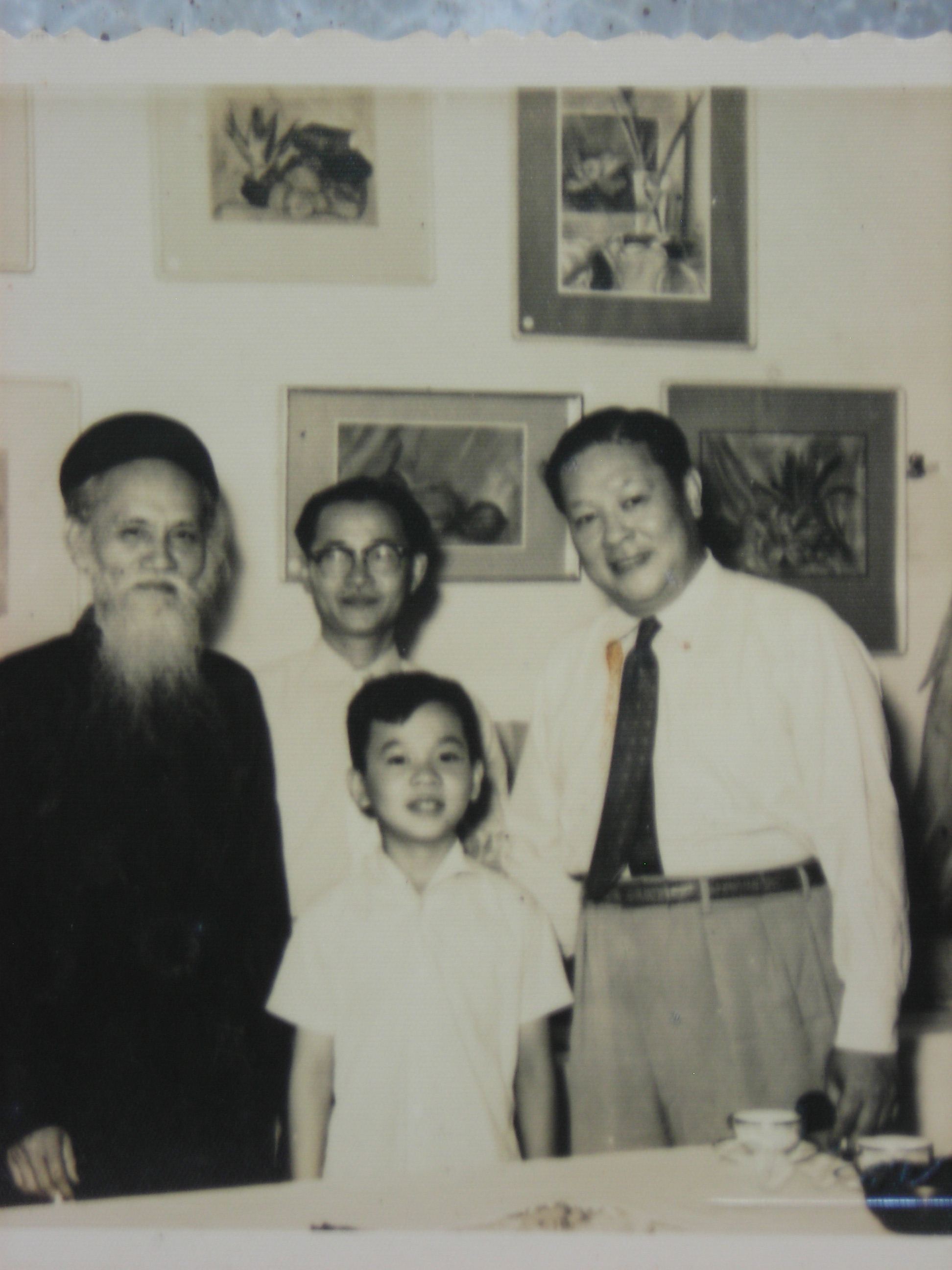
Á Nam Trần Tuấn Khải (trái), Tú Duyên và Đào Sĩ Chu

Năm 1966, ông cùng một số trí thức tiến bộ ký tên yêu cầu chính quyền Việt Nam Cộng hòa trực tiếp hiệp thương với Mặt trận Dân tộc giải phóng miền Nam nhằm vãn hồi hòa bình, nên bị buộc nghỉ việc. Sau đó, ông là chủ tịch danh dự lực lượng bảo vệ văn hoá dân tộc năm 1966 – 1967.
Sau ngày 30 tháng 4 năm 1975, ông giữ chức cố vấn Hội Văn nghệ Thành phố Hồ Chí Minh từ 1975 cho đến khi mất vì bệnh già tại cư xá Trần Quốc Toản (cư xá Liberty của Pháp), hưởng thọ 88 tuổi (1983).

## Tác phẩm

### Thơ
- Duyên nợ phù sinh I (1921)
- Duyên nợ phù sinh II (1922)
- Bút quan hoài I (1924)
- Hồn tự lập I (1924)
- Bút quan hoài II (1927)
- Hồn tự lập II (1927)
- Với sơn hà I (1936)
- Với sơn hà II (1949)
- Hậu anh Khóa (1975)

### Tiểu thuyết
- Gương bể dâu I (1922)
- Hồn hoa (1925)
- Thiên thai lão hiệp(1935- 1936)

### Kịch
- Mảnh gương đời (1925)

### Dịch thuật
- Thủy hử (1925)
- Hồng lâu mộng (1934)
- Đông Chu liệt quốc (1934)

## Thành tựu nghệ thuật
- Trong Tự điển văn học:

Văn xuôi của Trần Tuấn Khải tựu trung vẫn là lối văn cổ, từ hình thức đến nội dung đều có phần lạc hậu, chưa theo kịp đà phát triển của văn xuôi lúc bấy giờ. Thơ ca mới là phần chính trong sự nghiệp sáng tác của Trần Tuấn Khải và cũng là phần ông đạt được một số thành công nhất định.
Thơ Trần Tuấn Khải thường nói đến tình cha con, nghĩa vợ chồng, tình làng nghĩa nước, nghĩa đồng chủng, đồng bào, lòng thủ chung, nhân ái... đó là nếp sống, là đạo đức truyền thống của dân tộc.
Và thơ ông đều có ngụ ý nhắc nhủ về non sông, đất nước. Đất là cái nhìn ưu thời mẫn thế của tác giả, đồng thời đấy cũng chính là tình cảm phổ biến của nhiều người lúc bấy giờ: thiết tha với độc lập dân tộc... Chính vì thế mà thơ ca của ông được quần chúng yêu thích.
Các bài như "Gánh nước đêm", "Tiễn chân anh Khóa", "Mong anh Khóa", "Gửi thư cho anh Khóa", trong một thời gian dài đã được truyền tụng rộng rãi.
Về mặt nghệ thuật, ngoài những bài được sáng tác theo thể thơ Đường luật, ông còn viết bằng các thể thơ thuần Việt như: lục bát, song thất, các điệu hát ví, hát xẩm, sa mạc, hát nói... và phần thành công chính là ở đây 
- Trong Việt Nam thi nhân tiền chiến:

Thơ Trần Tuấn Khải không chứa đựng triết lý bí hiểm, tư tưởng cao siêu, nó giản dị như một chân tình, nó rỡ ràng như sự phơi bày trọn vẹn cả tấc lòng. Người đọc dễ dàng đạt ý và rung động qua trực cảm, vì Á Nam đã cấu tạo thơ mình bằng nhạc điệu quen thuộc của dân tộc, cho nên sức truyền cảm rất bén nhạy.
Khảo sát thơ ông, chúng tôi bắt gặp đó đây những tư tưởng đã thành châm ngôn và cũng không ngoài việc gieo vào lòng người một ý chí bất khuất, một hùng khí ngùn ngụt, một nghĩa vụ thiết yếu của con người đúng với danh nghĩa "làm người" của nó

## Nhớ Trần Tuấn Khải
Trích một vài mẫu chuyện của các nhà thơ và các nhà nghiên cứu văn học:
- Trần Tuấn Kiệt, soạn giả bộ Thi ca Việt Nam hiện đại:

Chúng tôi từ nhỏ, lúc còn học ở trường tiểu học Sa Đéc, được thầy dạy vài câu thơ của Á Nam Trần Tuấn Khải, không biết vì sao mà chúng tôi cảm thấy say sưa với những dòng thơ đó:
Chốn ải Bắc mây sầu ảm đạm
Cõi giời Nam gió thảm đìu hiu
Bốn bề hổ thét chim kêu,
Đoái nom phong cảnh như khêu bất bình.
...Thơ ông đã gieo vào lòng chúng tôi một mối cảm thông hoàn cảnh đất nước. Như một ánh sáng chói lọi mở cho con mắt trẻ trung của chúng tôi nhìn thấy cảnh điêu tàn của quê hương...
- Thi sĩ Nguyễn Vỹ:

Tôi đọc "Bút Quan Hoài" của Trần Tuấn Khải từ lúc còn nhỏ, và đã thuộc lòng:
Trời hè đương lúc nấu nung,
Nước đâu cô nỡ dứt lòng bán rao?
Bây giờ thiên hạ khát khao,
Khô gan ráo cổ kêu gào Nước luôn...
Cái bước đêm khuya thân gái ngại ngùng,
Nước Non gánh nặng, cái đức ông chồng hay hỡi có hay?...
Đầu óc con nít học trò, cảm thấy hai bài thơ chứa đựng tư tưởng thâm trầm và bi thương về Nước, của người dân mất Nước, tự nhiên chiêm ngưỡng tác giả như một thần tượng...
- Thi sĩ Xuân Diệu:

Tôi không quên lúc học lớp nhì, 14 tuổi, tôi mượn được quyển "Bút quan hoài". Tôi chép vào quyển vở mới một số đoạn thơ thích nhất...Quyển vở thơ Trần Tuấn Khải quý báu của tôi, như là tiếng gọi của lương tâm! 